# Tremmell Darden
Pour les articles homonymes, voir Darden.
Tremmell Lequincy Dushun Darden, né le 17 décembre 1981 à Inglewood en Californie, est un joueur américain de basket-ball. Il évolue au poste d'ailier.

## Biographie
Californien d'origine, il parcourt le monde pour exercer sa profession (basketteur professionnel). Après avoir participé au championnat universitaire américain (NCAA), en tant que membre des Niagara Purple Eagles de l'Université de Niagara, il évolue en Turquie, en Belgique et en Australie. Il arrive en Pro A, pour la saison 2009-2010, jouant à Strasbourg.
Le 1er juillet 2010, il rejoint le SLUC Nancy. Lors de la saison 2010-2011, il est sélectionné au All-Star Game français. Avec le SLUC, il remporte le championnat de France et est élu deuxième meilleur joueur du championnat. En fin de contrat, il ne prolonge pas avec le club lorrain et s'engage avec Malaga qui est qualifié pour l'Euroligue. À l'été 2012, il rejoint le Žalgiris Kaunas et à l'été 2013, le Real Madrid. En juillet 2014, il rejoint l'Olympiakós en y signant un contrat de deux ans mais quitte le club au bout d'une saison pour rejoindre Beşiktaş, club de première division turque.

## Palmarès

### En club
- Champion de France avec SLUC Nancy en 2011.
- Vainqueur de la Coupe du Roi d'Espagne en 2014.
- Champion de Grèce avec l'Olympiakós en 2015.

### Distinctions personnelles
- Sélectionné au All-Star Game LNB 2010 en tant qu'étranger
- MVP du mois de Pro A : décembre 2010, février 2011[5].

## Vie personnelle
Il est marié à Anadia Darden et ont ensemble deux fils TJ et Noah.